# Silvano Zoi
Silvano Zoi (1924-2011) fue un poeta italiano. Su libro más importante, Il manuale dello scrittore, fue publicado por el Café literario Le Giubbe Rosse.

## Obra
- Una donna da sposare, 1970.
- Date, Istituto ed. del Mezzogiorno, Nápoles, 1971
- La coda nell'acqua, Nuovi Quaderni, Parma, 1972
- Il santo assassino, Pironti, Nápoles, 1979)
- Le donne, Spirali, Milán, 1988
- Il manuale dello scrittore, Giubbe Rosse, Florencia, 1998.

Ha trabajado por muchos periódicos y ha sido redactor de dos famosas revistas literarias como Metaphorein y Molloy.